# ميليتي (إيطاليا)
 ميليتي ، (بالإنجليزية: Meleti)‏، (الإيطالية:Melét)، هي (بلدية) في مقاطعة لودين، في إقليم لومباردي الإيطالي، وتقع على بعد حوالي 60 كم (37 ميل) جنوب شرق ميلانو، وحوالي 30 كم (19 ميل) جنوب شرق لودي.

## السكان
في سنة 1861 بلغ عدد السكان 1٬161 نسمة، وتطور العدد ليصل في سنة 2011 لـ 466 نسمة.
يظهر هذا المخطط البياني تطور النمو السكاني لـ ميليتي (إيطاليا)